# Högfors
Högfors (finsk: Karkkila, svensk: Högfors) er en by i Nylands landskab i Finland. Högfors har 8 717 indbyggere og et areal på 255,32 km². I Högfors findes et støberimuseum og et arbejdermuseum. Nylands højeste punkt, Loukkumäki på 174 m, ligger en smule vest for bydelen Järvenpää. Högfors grænser op til Lojo, Loppis, Tammela og Vichtis. Högfors er en-sproget finsk kommune.